# Lullin
Lullin ist eine französische Gemeinde im Département Haute-Savoie in der Region Auvergne-Rhône-Alpes.

## Geographie
Lullin liegt auf 856 m über dem Meeresspiegel, elf Kilometer südsüdöstlich der Stadt Thonon-les-Bains und etwa 30 Kilometer ostnordöstlich von Genf (Luftlinie). Das Bergdorf erstreckt sich im zentralen Chablais, in einem westlichen Seitental des Vallée du Brevon, in den Savoyer Alpen zwischen den Höhen von Mont Forchat im Westen und Narmont im Südosten.
Die Fläche des 13,25 km² großen Gemeindegebiets umfasst einen Abschnitt der nördlichen Savoyer Alpen. Von Südwesten nach Nordosten wird das Gebiet vom Tal des Baches Follaz durchquert. Das anfangs enge Tal weitet sich bei Lullin auf und mündet nordöstlich des Ortes in das Vallée du Brevon. Begrenzt wird das Tal auf seiner rechten Seite vom bewaldeten Höhenrücken des Narmont und seinem nordöstlichen Ausläufer (bis 1364 m). Der nordwestliche Talhang ist durch die Mulden verschiedener kurzer Seitenbäche der Follaz untergliedert. Hier erstreckt sich das Gebiet bis auf den Höhenzug von Mont d’Hermone und Mont Forchat, auf dem mit 1530 m die höchste Erhebung von Lullin erreicht wird. Dazwischen leitet der Sattel des Col du Feu (1117 m) zum Genferseebecken über. Die südwestliche Abgrenzung der Gemeindefläche bilden der Col des Arces (1171 m), der eine Verbindung zum Vallée Verte herstellt, und die Waldhöhe des Bois de la Tarche (1329 m).
In geologisch-tektonischer Hinsicht gehört das Gebiet um Lullin zu den so genannten Préalpes (präalpine Decken des Penninikum) und darin zur Einheit der Préalpes Médianes Plastiques, einer weichen, plastischen Abfolge von Flysch-Gesteinen. Die ältesten Gesteine stammen aus der Trias und sind im Tal der Follaz sowie am Mont Forchat zu finden. Ansonsten sind auf den Höhen überwiegend kalkige Gesteine aus Lias und Dogger anstehend. Von den Vereisungen während der letzten Eiszeit zeugen Überreste von Moränen an den Talhängen.
Zu Lullin gehören neben dem eigentlichen Ort eine Reihe von Weilersiedlungen, darunter:
- La Siaux (825 m) in der Talebene der Follaz
- Pimberty (südlicher Teil, 840 m), am unteren Südhang des Mont d’Hermone
- Recullières (893 m) im Tal der Follaz
- Haute Cisère (1000 m) am Aufgang zum Col de Terramont
- Les Courbes (900 m) im Tal des Chenau
- Vauverdanne (1025 m) am Osthang des Mont Forchat
- Monterrebout (1077 m) im Tal des Chenau am Aufstieg zum Col des Arces
- Le Coteau (1140 m) östlich des Mont Forchat
- Le Col (1080 m) am Aufstieg zum Col du Feu
- Très le Mont (1360 m) auf einer Hochfläche nordöstlich des Mont Forchat

Nachbargemeinden von Lullin sind Orcier und Vailly im Norden, Bellevaux im Osten und Süden sowie Habère-Poche und Draillant im Westen.

## Geschichte
Funde von Werkzeugen und anderen Gegenständen deuten darauf hin, dass das Gebiet von Lullin bereits im Neolithikum in der Zeit um 1200 bis 800 v. Chr. besiedelt war. Erstmals urkundlich erwähnt wird Lullin im Jahr 1078 unter dem Namen Lulins. Aus späterer Zeit stammen die Bezeichnungen de Lullino (1250) und Lullins (1275). Der Ortsname leitet sich vom gallorömischen Wort Lullianum ab, das sich aus dem Personennamen Lullius und dem Suffix -anum zusammensetzt. Lullin gehörte zum Chablais im Herzogtum Savoyen. Das Chablais wurde 1536 von den Bernern erobert und reformiert, kam jedoch bereits 1567 an Savoyen zurück, wobei die Bevölkerung wieder zum Katholizismus zurückkehrte. Anschließend teilte Lullin die wechselvolle Geschichte Savoyens.

## Sehenswürdigkeiten

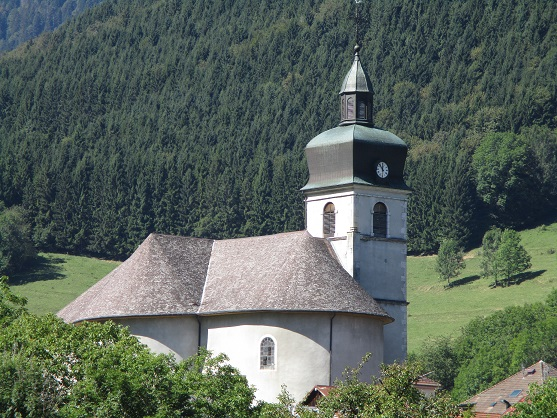
Kirche

Zu den erwähnenswerten Bauwerken von Lullin zählen die Dorfkirche, die Ruinen einer Burg aus dem 14. Jahrhundert und eine Kapelle im Weiler Très le Mont.

## Bevölkerungsentwicklung
| Jahr                       | 1962 | 1968 | 1975 | 1982 | 1990 | 1999 | 2006 |
| Einwohner                  | 514  | 510  | 515  | 469  | 549  | 604  | 733  |
| Quellen: Cassini und INSEE |      |      |      |      |      |      |      |

Mit 799 Einwohnern (1. Januar 2022) gehört Lullin zu den kleineren Gemeinden des Département Haute-Savoie. Nachdem die Einwohnerzahl in der ersten Hälfte des 20. Jahrhunderts deutlich abgenommen hatte (1896 wurden noch 1161 Personen gezählt), wurde seit Beginn der 1980er Jahre wieder ein kontinuierliches Wachstum verzeichnet.

## Wirtschaft und Infrastruktur
Lullin war bis weit ins 20. Jahrhundert hinein ein vorwiegend durch die Landwirtschaft und die Forstwirtschaft geprägtes Dorf. Heute gibt es verschiedene Betriebe des lokalen Kleingewerbes, darunter ein Betrieb der Elektrobranche. Zahlreiche Erwerbstätige sind Wegpendler, die in den größeren Ortschaften der Umgebung ihrer Arbeit nachgehen. In Lullin sind auch zahlreiche Zweitwohnsitze vorhanden.
Die Ortschaft liegt abseits der größeren Durchgangsstraßen an einer Verbindungsstraße, die von Thonon-les-Bains via Vailly über den Col de Terramont nach Habère-Poche führt. Eine weitere Straßenverbindungen besteht mit Allinges (über den Col du Feu).